# Anthony Grolman
Anthony Everhardus Grolman (Utrecht 3 januari 1843 - aldaar, 22 januari 1926) was een Utrechtse kunstenaar en documentalist. 

## Leven en werk
Grolman werd in 1843 in Utrecht geboren als zoon van Jurrianus Grolman en Constantia Wijnanda Bitter. Hij kreeg zijn opleiding aan de Kunstgewerbeschule  te Neurenberg en aan de Königliche Kunstgewerbeschule  te Berlijn. Na zijn opleiding vestigde hij zich als kunstschilder in Utrecht. Hij ontwikkelde zich tot een veelzijdig kunstenaar, die vele grafische technieken beheerste en beschikte over een eigen drukkerij. Hij werd de hoflithograaf van prins Hendrik, de broer van koning Willem III.
In honderden tekeningen en aquarellen legde hij het straatbeeld van Utrecht rond 1900 vast. Hij legde Grolmans Atlas aan waarin honderden prentbriefkaarten, foto's en knipsels gerangschikt zijn naar een vijftal routes door de stad. Afbeeldingen uit deze atlas verschijnen sinds 2007 wekelijks in willekeurige volgorde in Ons Utrecht vergezeld van een beschrijvende tekst onder de titel Uit de Atlas van A. Grolman. De eerste 75 rubrieken uit deze serie staan in het boekje Uit de atlas van Anthony E. Grolman uit 2009 (ISBN: 9789068684407). 54 afbeeldingen werden uitgegeven als cardbox.
Grolman trouwde op 29 september 1870 met Louisa Johanna Jacoba F. Schmid. Na haar overlijden in 1881 hertrouwde hij in 1884 te Amsterdam met Hermina Euwe. Hij overleed in januari 1926 op 83-jarige leeftijd in zijn woonplaats Utrecht.
Een aanzienlijk deel van Grolmans oeuvre bevindt zich in de collectie van Het Utrechts Archief. Tot de andere instellingen met werken van hem behoren het Centraal Museum en het Rijksmuseum.
Ook zijn achterneef en tijdgenoot Johan Paul Constantinus Grolman (1841-1927) was kunstschilder evenals diens grootvader Johan Petersen Grolman, een broer van de grootvader van Anthony Grolman.

## Galerij

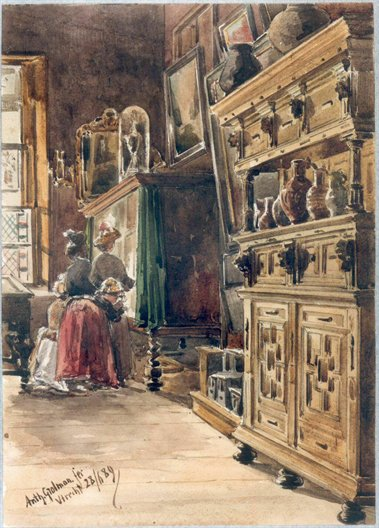
Het Utrechtse Stedelijk Museum van Oudheden in 1889 getekend door Grolman. Destijds was het museum nog gevestigd op de 2de verdieping van het Utrechtse stadhuis. De collecties zouden in 1921 onder worden gebracht in het Centraal Museum.
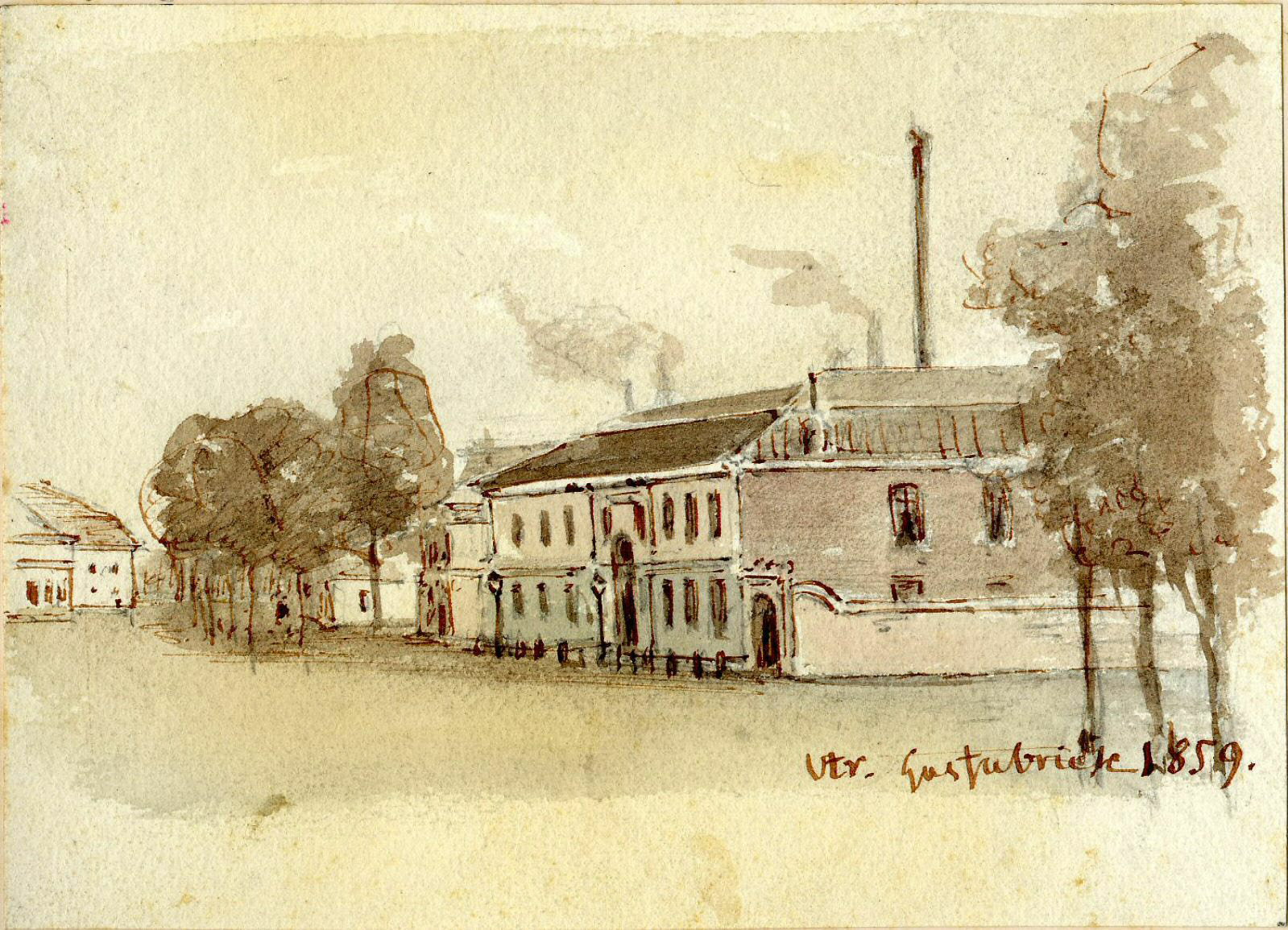
Gasfabriek De Heus op het Vredenburg (1859).
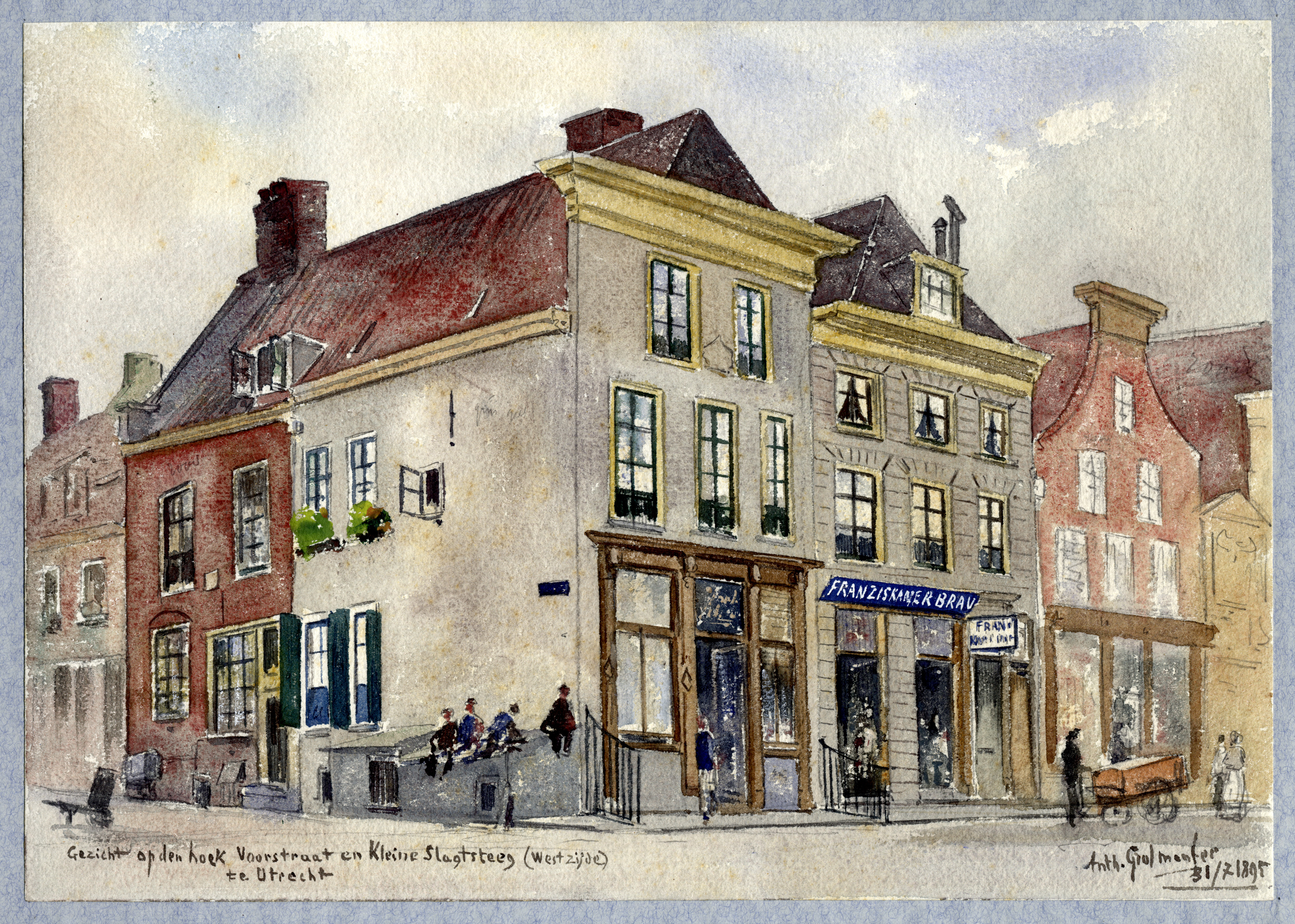
Gezicht op de Voorstraat en de Kleine Slachtstraat (1895)
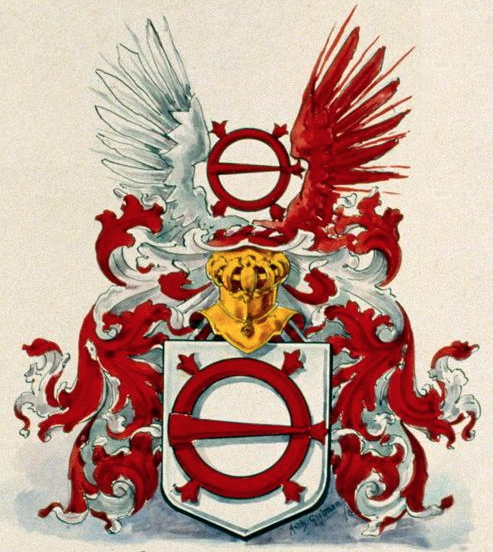
Het wapen van de familie Van Nagell, getekend door Grolman